# Uboldo
Uboldo é uma comuna italiana da região da Lombardia, província de Varese, com cerca de 9.493 habitantes. Estende-se por uma área de 10 km², tendo uma densidade populacional de 949 hab/km². Faz fronteira com Cerro Maggiore (MI), Gerenzano, Origgio, Rescaldina (MI), Saronno.

## Demografia
| Variação demográfica do município entre 1861 e 2011                               |
|                                                                                   |
| Fonte: Istituto Nazionale di Statistica (ISTAT) - Elaboração gráfica da Wikipedia |